# Ace Kefford
Christopher John « Ace » Kefford (né le 10 décembre 1946 à  Moseley dans la banlieue de Birmingham) est un bassiste anglais.

## Biographie
Après avoir fait ses débuts au sein du groupe « The Vikings », Kefford est l'un des cinq membres fondateurs de The Move, avec deux autres ex-Vikings, Carl Wayne et Bev Bevan, ainsi que Trevor Burton et Roy Wood. Il tient le chant sur la première chanson du premier album du groupe, Yellow Rainbow.
Victime d'une profonde dépression, il quitte le Move en 1968. La même année, il entreprend l'enregistrement d'un album avec le producteur Tony Visconti, mais il ne verra jamais le jour. Après son abandon, Kefford prend la tête de l'Ace Kefford Stand, rebaptisé par la suite Big Bertha, qui enregistre quelques singles avant de disparaître. Un dernier projet éphémère, Rockstar, sort un unique single en 1976. En 2004, la compilation Ace the Face rassemble toutes les chansons sorties par Kefford.